# عبيدي محمد الطاهر
العقيد عبيدي محمد الطاهر المدعو الحاج لخضر ولد في 13 مارس 1914 بقرية تيغري أولاد شليح بباتنة التي تعرف حاليا بوادي الشعبة  وتوفي في 23 فيفري 1998 وهو مجاهد ومناضل ثوري جزائري تركز نشاطه في الأوراس بباتنة إلى جانب مصطفى بن بولعيد  خلال الحرب الجزائرية.

## حياته
ولد الحاج لخضر في 13 مارس 1914م بقرية أولاد شليح باتنة، في أسرة فقيرة ماديا لأبويـن همـا محمد وفاطمة عبيدي وتتلمذ في مسقط رأسه على حفظ القرآن، وكغيره من الأطفال امتهن في صباه ومقتبل شبابه ما تيسره له من الأعمال المتواضعة التي كان يوفرها محيطه الذي يتميز بالفقر والحرمان.

### السفر إلى فرنسا
في سنة 1936 سافر إلى فرنسا طلبا للرزق واستقر بمدينة كراون (100 كلم عن العاصمة باريس) واشتغل في أحد معامل المعمرين لصنع الأسلاك الشائكة  حيث عمل فيه مدة من الزمن ليغير وجهته ويعمل عتالا في مخبزة سيدة فرنسية بفضل بنيته الجسدية القوية ثم مسيرا للمخبزة لاحقـا أين سنحت له الفرصة في التعرف على الكثير من المغتربين والاجتماع بالمناضلين منهم، حيث كانت له مجموعة من الجزائريين الذين كانوا يعملون في الخفاء والكتمان والسرية.

### عودته للوطن
عند اندلاع الحرب العالمية الثانية عاد إلى أرض الوطن واستقر في مدينة عين التوتة حيث اكترى حماما يعمل فيه وشاحنة جعلها في خدمة الثورة والمواطنين

## نشاطه الثوري

### قبل اندلاع الثورة
كان من العناصر الأولى التي حضرت للثورة التحريرية حيث كان أول عمل نضالي له هو تأسيس خلايا سرية بمدينة باتنة سنة 1939 واستمر نشاطه إلى غاية سنة 1941، حيث اتصل به مصطفى بن بولعيد وزوده ببرنامج عمل جديد أهم نقاطه هو توسيع الخلايا السرية وتقسيمها وتنظيمها  ، فكان يجمع التبرعات والاشتراكات ويبث الروح الوطنية وأفكارها بين الناس ويحض الشباب على التعلـم، وفي سنة 1947 تم سجنه لمدة شهر على خلفية ضربه لدركي اعتدى على أحد الباعة المتجولين وتم نفيه إلى تونس، أين استأجر محلا واستغله كمقهى مواصلا نضاله السياسي بمساعدة الطلبة الجزائريين سواء المنتمين للجمعية العلماء أو الطلبة المنضوين تحت لواء حركة انتصار الحريات الديمقراطية.
وبعد عودته من تونس وفي خريف سنة 1952 ذهب إلى البقاع المقدسة لاداء فريضة الحج وأصبح يعرف إثر ذلك بالحاج لخضر، وعقب عودته واصل تشكيله للخلايا السرية التي مثلت نواة الثورة من الفدائيين والمموّنين، كما قام باستقبال وإيواء الناجين من الاعتقالات التي مست أعضاء المنظمة الخاصة بشرق البلاد فهو الذي كان في انتظار مسعود بالعقون عند مدخل باتنة الشمالي، وكان مرفوقا بالدفعة الأولى التي كان من بين عناصرها رابح بيطاط وسليمان بن طوبال.. كان ذلك في بداية صيف 1950، وتكررت العملية بعد سنة، باستقبال الفارين من سجن عنابة المحاكمين في قضية المنظمة الخاصة، وفي مقدمتهم زيغود يوسف.

### أثناء الثورة

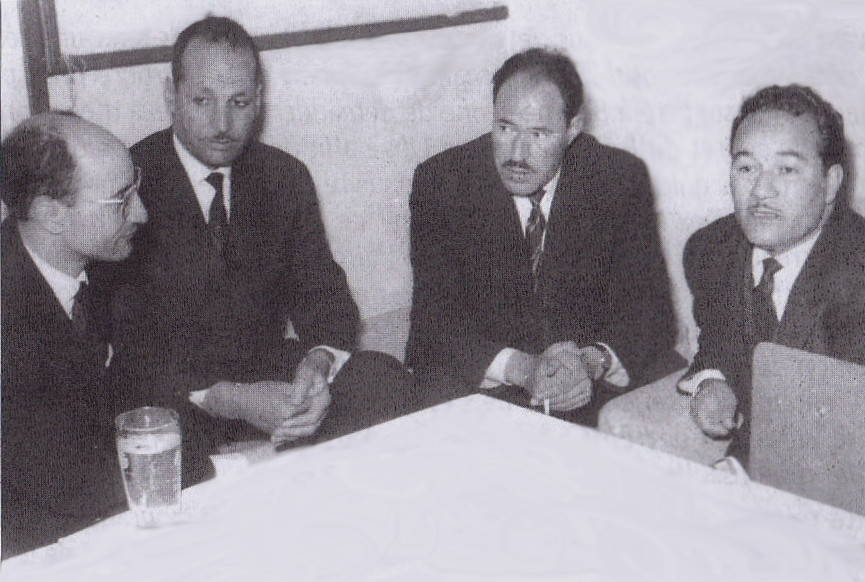
الحاج لخضر أثناء مؤتمر طرابلس 1962 (الثاني على اليسار)

غداة انطلاق الثورة كان العقيد الحاج لخضر من أوائل الثوار على رأس فوج من 25 شخصا لمهاجمة ثكنة دبابات باتنة ليلة أول نوفمبر، وعقب ذلك عين على رأس قطاع باتنة ليقود بعدها عملية مهاجمة القطار الحامل للسلع إلى بسكرة عبر مدينة باتنة، وعملية سريانة التي استهدفت ضيعة المعمر «بوزو» والتي شهدت سقوط أول شهيد بالقطاع وهو عمر أقرور، ونتيجة لذلك وجهت له فرنسا رفقة بقية المجاهدين تهمة تكوين جماعة أشرار والقتل العمدي، ومحاولة تخريب مبان بواسطة متفجرات وقام الجيش الفرنسي بحملة تمشيط وبحث عن الحاج لخضر مصحوبة بحصار كبير سنة 1955 على مستوى مدينة باتنة وسريانة وعين التوتة والمعذر ومروانة من أجل الإتيان بالحاج لخضر، لكن باءت كل جهودهم بالفشل 
واصل العقيد لخضر عملياته فكانت عملية اغتيال المعمر «فياما» وكمين كوندورسي في شهر ديسمبر 1955، وكان الحاج لخضر من الحاضرين في معركة جبل أولاد حناش شهر أفريل 1958 بجانب عميروش، ولما توفي مصطفى بن بولعيد التحق بقايدة الولاية الجماعية رفقة علي النمر، وكان معروف عنه أنه يرفض المناصب السياسية ويتركها للمثقفين من رفاق الدرب فقد رفض رتبة نقيب عرضها عليه عميروش، وبعد وفاة علي النمر تم تعيينه قائدا عسكريا للولاية بأمر من محمد لعموري الذي قال له «يا عمي الحاج هذا أمر لا بد من تطبيقه». ، ثم قائدا للولاية بالنيابة في أواخر 1958 حيث كانت قيادة الولاية السياسية في تونس وكان يتولاها العقيد أحمد نووارة قبل استشهاده.
حضر اجتماع العقداء بالداخل في ديسمبر 1958 بالولاية الثانية وقام بتغييرات على مستوى قيادة الولاية الأولى في محاولة تحصيل الاستقرار والقضاء مجموعة المشوشين، وكان له دور فعال في ذلك خاصة بعد الاضطرابات التي شهدتها الولاية، كما حضر مؤتمر العقداء العشر بالخارج في 1959 أين تم رسميا تعينه قائدا للولاية الأولى برتبة عقيد بعد استشهاد أحمد نواورة وتم تعيين عمار راجعي نائبا سياسيا والعقيد الطاهر زبيري نائبا عسكريا  ، لكن للأسف لم يتمكن من عبور خط موريس إلى الولاية الأولى بسبب محاولته الدخول بجيس ثقيل العدة والعدد وبعد أربعة أشهر من المحاولات الفاشلة تمكن منه الإحباط والإرهاق ما استدعى تنقله إلى سويسرا للراحة والعلاج، في حين أن نائبه العسكري الطاهر زبيري تمكن من دخول تراب الوطن والالتحاق بالولاية الأولى ما أدى إلى تعيينه لاحقا قائدا للولاية برتبة عقيد خلفا للحاج لخضر.

### موقفه من أحداث صائفة 1962
كان ولاء قائد الولاية الأولى محسوبا لجماعة كريم بلقاسم ثم الحكومة المؤقتة لاحقا وذلك لعلاقة الحاج الوطيدة بقيادة الولاية الثالثة في عهد كل من السعيد محمدي وعميروش، وبعد احتدام الصراع بين الكتلتين (الحكومة المؤقتة وتحالف بن بلة ) بومدين شكل العقيد الطاهر الزبيري مجلس ولاية جديد مالبث أن انحاز إلى صف هيئة الأركان، غير أن هذا لم يمنع الحاج من الحفاظ على ولائه لكريم والحكومة المؤقتة،[بحاجة لمصدر] حتى آخر لحظة: اجتماع مجلس الثورة بطرابلس في دورته الأخيرة (مايو ـ يونيو 1962). وأثناء استفتاء تقرير المصير عـاد إلى الجزائر واتصل بالهواري بومدين الذي انشغل عن استقباله في البداية، (لكن لاحقا أعلن ولاءه لصف تلمسان (بدون مصدر) ودخل الصف رسميا بانتخابه نائبا في المجلس التأسيسي ابتداء من 20 ستبمر 1962.[بحاجة لمصدر]

## إنجازاته بعد الثورة

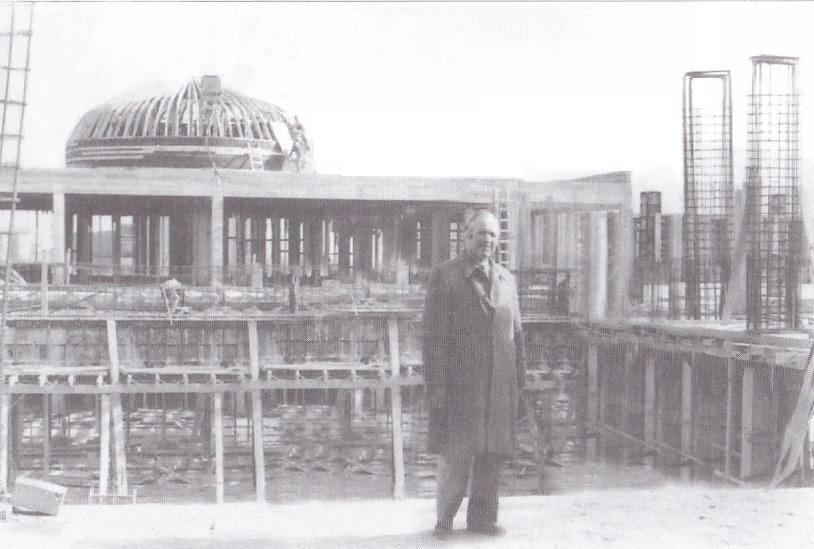
أشغال بناء جامع أول نوفمبر الكبير بباتنة

مـن أهم إنجازات الحاج لخضر هـو وضعه حجر الأساس لمسجد أول نوفمبر الكبير بباتنة، حيث كان يملك مصنع طماطم مع شريك له في واد سوف فقام ببيع نصيبه له وبتلك الأموال شيد أسس جامع أول نوفمبر  الذي أكمل الناس تشييده عن طريق التبرعات، وفي 1980 تفرغ للعمل الخيري الديني حيث أسس جمعية إسلامية بهدف تأسيس مركز إسلامي فكان المعهد العالي للعلوم الإسلامية الذي ألحق آنذاك بجامعة الأمير عبد القادر بقسنطينة ثم أعيد إلحاقه بجامعة باتنة لاحقا، وقد بني المعهد والمسجد على أرض مطار عسكري أيام الاحتلال الفرنسي تنطلق منه الطائرات للقصف وعـن هذا قال الحاج: «هذا المكان الذي جعلته فرنسا جحيما تقصف منه الجزائريين، أنا سأقصفها انطلاقا منه، ولكن بالعلم..» 

## جوانب من شخصيته
كان الحاج لخضر مواطنا صالحا متدينا إلى جانب كونه مناضلا وطنيا وفيا لوطنه وقد عرف عنه حفاظه الشديد على أموال الثورة فقد حدث وأن وجد مجاهديه يطالعون جرائد قديمة على ضوء الشموع فانتهرهم قائلا: «أهكذا تبددون أموال الثورة أيها الخبثاء؟!» ، وكان يرفض التمييز والمحاباة حيث رفض أخذ أجرة شهرية عرضها عليها الهواري بصفته عقيدا وقال إن كانت بصفتي مجاهدا وللمجاهدين غيري حق بها فأنا موافق  ، كما عرفت عنه الجرأة وعدم المجاملة حيث قال للرئيس الشاذلي بن جديد أثناء زيارته لباتنة: «سيادة الرئيس الجزائر ليست مثل الدول الإفريقية الأخرى، إذا تخدم الجزائر فأنا وراءك، أما إذا انحرفت عن هذا الطريق فسأكون أول من يقاومك».
وكان قوي الشخصية صعب المزاج صادق القول والفعل فقد طبق عدة أحكام بالإعدام للحفاظ على الاستقرار وعاقب أحد جنوده لقتله طفلا فرنسيا صغيرا حيث قال: «صعدنا إلى الجبل لمحاربة الذين رفعوا ضدنا السلاح ولم نصعد لقتل النساء والأطفال والأبرياء» ، وكان يكره الظلم ونصيرا للمظلومين، يعزف عن تولي مناصب القيادة ويرى أن دور الشباب في خدمة الوطن هو طلب العلم 

## تكريم
سميت جامعة باتنة "الحاج الأخضر" تكريما له. 

## وفاته
التحق الحاج بالعلي القدير في 23 فبراير 1998 بباتنة ودفن بمقبرة بوزوران، ورغم زواجه أربع مرات إلا أنه لم يرزق بالذرية، وتمت تسمية جامعة باتنة باسمه تخليدا لذكراه.